# Stow-on-the-Wold
Stow-on-the-Wold är en ort och civil parish i grevskapet Gloucestershire i England. Orten ligger i området Cotswolds och hade 2 042 invånare (2011).